# Edson Rodríguez
Edson Rodríguez (24 luglio 1970) è un allenatore di calcio ed ex calciatore venezuelano, di ruolo difensore.